# 王子薬品
王子薬品株式会社（おおじやくひん）は、岐阜県岐阜市県町2-1に本社を置く、医薬品・医療機器・医療用検査試薬・健康食品・一般用医薬品等の卸売販売をおこなう企業であった。
現在は「アルフレッサ」である。

## 概要
- 設　立 昭和25年5月1日
- 資本金 2,250万円
- 代表取締役社長　北川金次郎

## 沿史
- 昭和50年10月「昭和薬品株式会社」に吸収合併される

## 営業所
- 岐阜県:岐阜市・大垣市・多治見市・高山市
- 愛知県:名古屋市

## 主な取引メーカー
- 三共
- 万有製薬
- 台糖ファイザー
- 興和新薬
- 東洋醸造